# Cominella lineolata
Cominella lineolata is een slakkensoort uit de familie van de Buccinidae. De wetenschappelijke naam van de soort is voor het eerst geldig gepubliceerd in 1809 door Lamarck.